# Olivier Ameisen
Olivier Ameisen (ur. 25 czerwca 1953 w Boulogne-Billancourt, zm. 18 lipca 2013 w Paryżu) – francuski kardiolog i pisarz.

## Życiorys
Urodził się w Boulogne-Billancourt w 1953. Rozpoczął studia medyczne w wieku 16 lat na Uniwersytecie Paryskim. Od 1983 pracował w USA w New York–Presbyterian Hospital na Manhattanie, a od 1986 uczył także w Weill Cornell Medical College na Uniwersytecie Cornella. W 1994 otworzył prywatną praktykę kardiologiczną na Manhattanie. W tym okresie zaczął nadużywać alkoholu. W 1997 zawiesił praktykę i podjął próby leczenia swojego uzależnienia. W ciągu kolejnych dwóch lat łącznie dziewięć miesięcy spędził w specjalistycznych klinikach odwykowych, uczęszczał też na spotkania grup AA oraz przyjmował naltrekson i acamprozat, jedyne wówczas leki dopuszczone do leczenia alkoholizmu w USA.
W końcu w 2001 podczas pobytu w rodzinnym Paryżu przypadkiem przeczytał o baklofenie zastosowanym jako lek tłumiący głód narkotykowy u osoby uzależnionej od kokainy. Jest to środek zwiotczający mięśnie, ale ma również działanie przeciwlękowe i przeciwdepresyjne.
Przepisał ten lek sam sobie i w ciągu kilku tygodni zwiększania dawki w trakcie tego eksperymentu medycznego na sobie samym, doszedł do takiej, która zlikwidowała jego głód alkoholowy. Po 11 miesiącach terapii opublikował studium własnego przypadku w czasopiśmie „Alcohol and Alcoholism”, wzywając w konkluzji do podjęcia systematycznych badań nad baklofenem jako potencjalnym środkiem do farmakoterapii alkoholizmu.
W późniejszym okresie opublikował książkę The End of My Addiction (wydanie polskie pt. Spowiedź z butelki) o swojej historii.
Zmarł 18 lipca 2013 w Paryżu na zawał serca.

## Dalsze badania terapii baklofenem
W ślad za studium przypadku Oliviera Ameisena trwały badania nad stosowaniem baklofenu w leczeniu alkoholizmu, które w 2017 były opisywane jako niekonkluzywne. 17 kwietnia 2018 komisja francuskiej państwowej agencji ANSM wydała opinię o niekorzystnej relacji ryzyka do korzyści terapeutycznej przy stosowaniu baklofenu w leczeniu alkoholizmu.